# Serie B 2024-2025 (calcio a 5 femminile)
La Serie B 2024-2025 è stata la 10ª edizione del campionato nazionale di calcio a 5. La stagione regolare è iniziata il 13 ottobre 2024 e si è conclusa il 30 marzo 2025, prolungandosi fino al 18 maggio 2025 con la disputa dei play-off.

## Regolamento
Il Consiglio Direttivo della Divisione Calcio a 5 ha definito l’organico per la stagione sportiva 2024-2025 in 36 società. Al termine della stagione, saranno promosse in Serie A tre squadre: le due vincenti i play-off tra le prime classificate e la vincente della final four, a cui parteciperanno le due squadre perdenti lo spareggio tra le prime e le due squadre vincenti i play-off a cui partecipano le società classificate tra il secondo e il quinto posto di ogni girone. Per ogni girone sono state retrocesse nei campionati regionali le società ultime classificate dei gironi A, B, C e D.

## Girone A

### Classifica
|  | Pos. | Squadra              | Pt | G  | V  | N | P  | GF  | GS | DR  |
|  | ---- | -------------------- | -- | -- | -- | - | -- | --- | -- | --- |
|  | 1.   | Athena Sassari FC5   | 41 | 16 | 13 | 2 | 1  | 100 | 31 | +69 |
|  | 2.   | Calcio a 5 Jasnagora | 39 | 16 | 12 | 3 | 1  | 93  | 20 | +73 |
|  | 3.   | Pero                 | 33 | 16 | 10 | 3 | 3  | 60  | 35 | +25 |
|  | 4.   | Solarity             | 26 | 16 | 8  | 2 | 6  | 62  | 47 | +15 |
|  | 5.   | Cus Cagliari         | 25 | 16 | 8  | 1 | 7  | 30  | 34 | -4  |
|  | 6.   | Top Five             | 22 | 16 | 7  | 1 | 8  | 40  | 51 | -11 |
|  | 7.   | Arzachena 2015       | 12 | 16 | 4  | 0 | 12 | 43  | 77 | -34 |
|  | 8.   | Aosta calcio 511     | 9  | 16 | 3  | 0 | 13 | 22  | 81 | -59 |
|  | 9.   | Oristanese           | 3  | 16 | 1  | 0 | 15 | 20  | 94 | -74 |

### Verdetti
- Oristanese retrocesso nel campionato regionale

## Girone B

### Classifica
|  | Pos. | Squadra                  | Pt | G  | V  | N | P  | GF | GS | DR  |
|  | ---- | ------------------------ | -- | -- | -- | - | -- | -- | -- | --- |
|  | 1.   | Virtus Romagna           | 38 | 16 | 12 | 2 | 2  | 52 | 23 | +29 |
|  | 2.   | Atletico Chiaravalle     | 33 | 16 | 11 | 0 | 5  | 58 | 27 | +31 |
|  | 3.   | Futsal Hurricane         | 32 | 16 | 10 | 2 | 4  | 43 | 31 | +12 |
|  | 4.   | Scandicci Futsal         | 28 | 16 | 8  | 4 | 4  | 48 | 30 | +18 |
|  | 5.   | Infinity Futsal Academy  | 23 | 16 | 6  | 5 | 5  | 36 | 33 | +3  |
|  | 6.   | Real Grisignano Calcio   | 23 | 16 | 7  | 2 | 7  | 43 | 50 | -7  |
|  | 7.   | Bo Ca Junior             | 17 | 16 | 5  | 2 | 9  | 41 | 47 | -6  |
|  | 8.   | C.U.S. Pisa              | 10 | 16 | 3  | 1 | 12 | 20 | 49 | -29 |
|  | 9.   | Circolo Lavoratori Terni | 2  | 16 | 0  | 2 | 14 | 24 | 75 | -51 |

### Verdetti
- Circolo Lavoratori Terni retrocesso nel campionato regionale

## Girone C

### Classifica
|  | Pos. | Squadra                | Pt | G  | V  | N | P  | GF  | GS  | DR  |
|  | ---- | ---------------------- | -- | -- | -- | - | -- | --- | --- | --- |
|  | 1.   | Women Roma C5          | 43 | 16 | 14 | 1 | 1  | 101 | 18  | +83 |
|  | 2.   | Soccer Altamura        | 39 | 16 | 12 | 3 | 1  | 64  | 31  | +33 |
|  | 3.   | Woman Futsal Club      | 32 | 16 | 10 | 2 | 4  | 70  | 35  | +35 |
|  | 4.   | Littoriana Futsal C5   | 26 | 16 | 8  | 2 | 6  | 46  | 44  | +2  |
|  | 5.   | Virtus CAP San Michele | 22 | 16 | 7  | 1 | 8  | 31  | 31  | +0  |
|  | 6.   | Nora Calcio Femminile  | 19 | 16 | 6  | 1 | 9  | 43  | 48  | -5  |
|  | 7.   | Pescara 1927           | 16 | 16 | 5  | 1 | 10 | 45  | 66  | -21 |
|  | 8.   | New Real Rieti         | 10 | 16 | 3  | 1 | 12 | 39  | 78  | -39 |
|  | 9.   | Golden Eye Aradeo C5   | 2  | 16 | 1  | 0 | 15 | 20  | 108 | -88 |

### Verdetti
- Women Roma C5 dopo lo spareggio promozione, e, dopo i play-off,  Soccer Altamura  promosse in Serie A 2025-2026
- Golden Eye Aradeo C5 retrocesso nel campionato regionale

## Girone D

### Classifica
|  | Pos. | Squadra                  | Pt | G  | V  | N | P  | GF | GS | DR  |
|  | ---- | ------------------------ | -- | -- | -- | - | -- | -- | -- | --- |
|  | 1.   | Irpinia                  | 45 | 16 | 15 | 0 | 1  | 78 | 15 | +63 |
|  | 2.   | Levante Caprarica        | 34 | 16 | 11 | 1 | 4  | 82 | 39 | +43 |
|  | 3.   | Salernitana              | 32 | 16 | 10 | 2 | 4  | 53 | 31 | +22 |
|  | 4.   | Lady Mondragone          | 26 | 16 | 8  | 2 | 6  | 40 | 42 | -2  |
|  | 5.   | Napoli                   | 24 | 16 | 7  | 3 | 6  | 36 | 40 | -4  |
|  | 6.   | Reggio Sporting Club     | 22 | 16 | 6  | 4 | 6  | 41 | 44 | -3  |
|  | 7.   | Meta Catania             | 11 | 16 | 3  | 2 | 11 | 37 | 65 | -28 |
|  | 8.   | Team Scaletta            | 8  | 16 | 2  | 2 | 12 | 20 | 63 | -43 |
|  | 9.   | Futsal Academy Canicattì | 5  | 16 | 1  | 2 | 13 | 23 | 71 | -48 |

### Verdetti
- Irpinia promosso in Serie A 2025-2026 dopo lo spareggio promozione.
- Futsal Academy Canicattì retrocesso nel campionato regionale

## Post-season promozione

### Spareggio promozione tra le vincenti

#### Formula
Le quattro società giunte al primo posto di ciascun girone al termine della stagione regolare si incontreranno a due a due per decretare due delle tre società promosse alla Serie A 2025-2026. Gli incontri si svolgeranno con formula di andata e ritorno e verranno sorteggiati. La Società prima estratta di ciascuna gara giocherà in casa la gara di ritorno. Al termine della gara di ritorno sarà dichiarata vincente la squadra che nelle due gare avrà realizzato il maggior numero di reti; nel caso di parità dei gol al termine della gara di ritorno gli arbitri faranno disputare due tempi supplementari di 5 minuti ciascuno; qualora anche al termine di questi le squadre fossero in parità si procederà all’effettuazione dei tiri di rigore. Le due società vincenti otterranno il diritto di iscrizione in Serie A, mentre le due perdenti accederanno alla final four contro le due società vincenti i playoff.

#### Squadre qualificate
| Girone A           | Girone B       | Girone C      | Girone D |
| Athena Sassari FC5 | Virtus Romagna | Women Roma C5 | Irpinia  |

#### Partite
| Squadra 1          | Totale | Squadra 2     | Andata | Ritorno |
| ------------------ | ------ | ------------- | ------ | ------- |
| Athena Sassari FC5 | 3 - 16 | Women Roma C5 | 3 - 8  | 8 - 0   |
| Virtus Romagna     | 6 - 7  | Irpinia       | 5 - 3  | 4 - 1   |

#### Risultati

##### Andata
| Usini 13 aprile 2025, ore 16:00 | Athena Sassari FC5 | 3 – 8 | Women Roma C5 | Palazzetto dello sport di Usini |

| Forlì 13 aprile 2025, ore 16:00 | Virtus Romagna | 5 – 3 | Irpinia | Palestra Luigi Marabini |

##### Ritorno
| Fiano Romano 1 maggio 2025, ore 16:00 | Women Roma C5 | 8 – 0 | Athena Sassari FC5 | Palazzetto comunale |

| Ariano Irpino 27 aprile 2025, ore 16:00 | Irpinia | 4 – 1 | Virtus Romagna | Palacardito |

### Play-off

#### Formula
Per determinare le due società che otterranno il diritto a disputare la final four con le due perdenti gli spareggi promozione tra le vincenti i gironi verranno disputate gare di play-off articolate su tre turni fra le 16 squadre classificatesi dal 2º al 5º posto di ciascun girone al termine della Stagione Regolare. I primi due turni si svolgono all'interno dello stesso girone, in gara unica in casa della squadra meglio classificata nella Stagione Regolare: in caso di parità al termine dell'incontro si svolgeranno due tempi supplementari di 5', in caso la parità persista sarà dichiarata vincente la squadra meglio classificata. Nel terzo turno la Divisione procederà a sorteggiare pubblicamente il tabellone, con le prime due estratte che giocheranno in casa la gara di ritorno rispettivamente contro la 3ª e la 4ª sorteggiata. Al termine delle gare saranno dichiarate vincenti le squadre che avranno segnato più reti; nel caso di parità nel punteggio totale al termine della gara di ritorno verranno disputati due tempi supplementari di 5', in caso la parità persista si procederà ai tiri di rigore. Le due società vincenti il terzo turno avanzeranno alla final four.

#### Squadre qualificate
| Girone A | Girone A             | Girone B | Girone B                | Girone C | Girone C               | Girone D | Girone D          |
| 2        | Calcio a 5 Jasnagora | 2        | Atletico Chiaravalle    | 2        | Soccer Altamura        | 2        | Levante Caprarica |
| 3        | Pero                 | 3        | Futsal Hurricane        | 3        | Woman Futsal Club      | 3        | Salernitana       |
| 4        | Solarity             | 4        | Scandicci Futsal        | 4        | Littoriana Futsal C5   | 4        | Lady Mondragone   |
| 5        | Cus Cagliari         | 5        | Infinity Futsal Academy | 5        | Virtus CAP San Michele | 5        | Napoli            |

#### Tabellone girone A
|  | Semifinali | Semifinali           | Semifinali |      |           | Finale    | Finale | Finale |  |
|  |            |                      |            |      |           |           |        |        |  |
|  | 2          | Calcio a 5 Jasnagora | 4          |      |           |           |        |        |  |
|  | 2          | Calcio a 5 Jasnagora | 4          |      |           |           |        |        |  |
|  | 5          | Cus Cagliari         | 2          |      |           |           |        |        |  |
|  | 5          | Cus Cagliari         | 2          |      | Jasnagora | Jasnagora | 2      |        |  |
|  |            |                      |            |      | Jasnagora | Jasnagora | 2      |        |  |
|  |            |                      | Pero       | Pero | 4         |           |        |        |  |
|  | 3          | Pero                 | Pero       | Pero | 4         | 5         |        |        |  |
|  | 3          | Pero                 |            |      |           |           |        |        |  |
|  | 4          | Solarity             | 2          |      |           |           |        |        |  |

#### Tabellone girone B
|  | Semifinali | Semifinali              | Semifinali       |                  |                      | Finale               | Finale | Finale |  |
|  |            |                         |                  |                  |                      |                      |        |        |  |
|  | 2          | Atletico Chiaravalle    | 1                |                  |                      |                      |        |        |  |
|  | 2          | Atletico Chiaravalle    | 1                |                  |                      |                      |        |        |  |
|  | 5          | Infinity Futsal Academy | 0                |                  |                      |                      |        |        |  |
|  | 5          | Infinity Futsal Academy | 0                |                  | Atletico Chiaravalle | Atletico Chiaravalle | 0      |        |  |
|  |            |                         |                  |                  | Atletico Chiaravalle | Atletico Chiaravalle | 0      |        |  |
|  |            |                         | Scandicci Futsal | Scandicci Futsal | 1                    |                      |        |        |  |
|  | 3          | Futsal Hurricane        | Scandicci Futsal | Scandicci Futsal | 1                    | 1                    |        |        |  |
|  | 3          | Futsal Hurricane        |                  |                  |                      |                      |        |        |  |
|  | 4          | Scandicci Futsal        | 3                |                  |                      |                      |        |        |  |

#### Tabellone girone C
|  | Semifinali | Semifinali             | Semifinali        |                   |                 | Finale          | Finale | Finale |  |
|  |            |                        |                   |                   |                 |                 |        |        |  |
|  | 2          | Soccer Altamura        | 3                 |                   |                 |                 |        |        |  |
|  | 2          | Soccer Altamura        | 3                 |                   |                 |                 |        |        |  |
|  | 5          | Virtus CAP San Michele | 2                 |                   |                 |                 |        |        |  |
|  | 5          | Virtus CAP San Michele | 2                 |                   | Soccer Altamura | Soccer Altamura | 2      |        |  |
|  |            |                        |                   |                   | Soccer Altamura | Soccer Altamura | 2      |        |  |
|  |            |                        | Woman Futsal Club | Woman Futsal Club | 1               |                 |        |        |  |
|  | 3          | Woman Futsal Club      | Woman Futsal Club | Woman Futsal Club | 1               | 8               |        |        |  |
|  | 3          | Woman Futsal Club      |                   |                   |                 |                 |        |        |  |
|  | 4          | Littoriana Futsal C5   | 1                 |                   |                 |                 |        |        |  |

#### Tabellone girone D
|  | Semifinali | Semifinali        | Semifinali  |             |                   | Finale            | Finale | Finale |  |
|  |            |                   |             |             |                   |                   |        |        |  |
|  | 2          | Levante Caprarica | 5           |             |                   |                   |        |        |  |
|  | 2          | Levante Caprarica | 5           |             |                   |                   |        |        |  |
|  | 5          | Napoli            | 2           |             |                   |                   |        |        |  |
|  | 5          | Napoli            | 2           |             | Levante Caprarica | Levante Caprarica | 7      |        |  |
|  |            |                   |             |             | Levante Caprarica | Levante Caprarica | 7      |        |  |
|  |            |                   | Salernitana | Salernitana | 1                 |                   |        |        |  |
|  | 3          | Salernitana       | Salernitana | Salernitana | 1                 | 7                 |        |        |  |
|  | 3          | Salernitana       |             |             |                   |                   |        |        |  |
|  | 4          | Lady Mondragone   | 3           |             |                   |                   |        |        |  |

#### Primo turno
Gli incontri del I turno si disputeranno il 13 aprile in casa della squadra meglio classificata al termine della stagione regolare. In caso di parità al termine delle gare si svolgeranno due tempi supplementari di 5 minuti. In caso di ulteriore parità verrà decretata vincente la squadra meglio classificata al termine della stagione regolare (coincidente con la squadra di casa).
| Squadra 1            | Risultato | Squadra 2               |
| -------------------- | --------- | ----------------------- |
| Calcio a 5 Jasnagora | 4 - 2     | Cus Cagliari            |
| Pero                 | 5 - 2     | Solarity                |
| Atletico Chiaravalle | 1 - 0     | Infinity Futsal Academy |
| Futsal Hurricane     | 1 - 3     | Scandicci Futsal        |
| Soccer Altamura      | 3 - 2     | Virtus CAP San Michele  |
| Woman Futsal Club    | 8 - 1     | Littoriana Futsal C5    |
| Levante Caprarica    | 5 - 2     | Napoli                  |
| Salernitana          | 7 - 3     | Lady Mondragone         |

#### Secondo turno
Gli incontri del II turno si disputeranno il 27 aprile in casa della squadra meglio classificata al termine della stagione regolare. In caso di parità al termine delle gare si svolgeranno due tempi supplementari di 5 minuti. In caso di ulteriore parità verrà decretata vincente la squadra meglio classificata al termine della stagione regolare (coincidente con la squadra di casa).
| Squadra 1            | Risultato | Squadra 2         |
| -------------------- | --------- | ----------------- |
| Calcio a 5 Jasnagora | 2 - 4     | Pero              |
| Atletico Chiaravalle | 0 - 1     | Scandicci Futsal  |
| Soccer Altamura      | 2 - 1     | Woman Futsal Club |
| Levante Caprarica    | 7 - 1     | Salernitana       |

#### Terzo turno
Gli incontri del III turno si disputeranno con formula di andata e ritorno rispettivamente il 4 e 11 maggio. In caso di parità complessiva al termine delle gare di ritorno si svolgeranno due tempi supplementari di 5 minuti. In caso di ulteriore parità verranno svolti i tiri di rigore. Le due società vincenti avanzeranno alla final four.
| Squadra 1         | Totale | Squadra 2       | Andata | Ritorno |
| ----------------- | ------ | --------------- | ------ | ------- |
| Levante Caprarica | 7 - 9  | Soccer Altamura | 6 - 4  | 5 - 1   |
| Scandicci         | 2 - 7  | Pero            | 2 - 2  | 5 - 0   |

### Final four
Alla final four partecipano le due società perdenti lo spareggio promozione e le due società vincenti i play-off. Il sorteggio è avvenuto il 13 maggio. Le squadre si affronteranno su due turni a eliminazione diretta in sede unica da svolgersi il 17 e 18 maggio. In semifinale ognuna delle perdenti lo spareggio promozione (gruppo A) affronterà una delle vincenti i playoff (gruppo B). In caso di parità al termine di ogni gara si svolgeranno due tempi supplementari di 5' e, in caso di ulteriore parità, i tiri di rigore.

#### Squadre qualificate
| Gruppo A           | Gruppo B       |
| Athena Sassari FC5 | Virtus Romagna |
| Soccer Altamura    | Pero           |

#### Tabellone
|  | Semifinali         | Semifinali         | Semifinali      |                 |      | Finale | Finale | Finale |  |
|  |                    |                    |                 |                 |      |        |        |        |  |
|  | Virtus Romagna     | Virtus Romagna     | 0               |                 |      |        |        |        |  |
|  | Virtus Romagna     | Virtus Romagna     | 0               |                 |      |        |        |        |  |
|  | Pero               | Pero               | 2               |                 |      |        |        |        |  |
|  | Pero               | Pero               | 2               |                 | Pero | Pero   | 1      |        |  |
|  |                    |                    |                 |                 | Pero | Pero   | 1      |        |  |
|  |                    |                    | Soccer Altamura | Soccer Altamura | 3    |        |        |        |  |
|  | Athena Sassari FC5 | Athena Sassari FC5 | Soccer Altamura | Soccer Altamura | 3    | 0      |        |        |  |
|  | Athena Sassari FC5 | Athena Sassari FC5 |                 |                 |      |        |        |        |  |
|  | Soccer Altamura    | Soccer Altamura    | 6               |                 |      |        |        |        |  |